# Ixora potaroensis
Ixora potaroensis är en måreväxtart som beskrevs av Julian Alfred Steyermark. Ixora potaroensis ingår i släktet Ixora och familjen måreväxter. Inga underarter finns listade i Catalogue of Life.